# قاخ‌توت
قاخ‌توت (ترکی آذربایجانی: Qaxtut) یک منطقهٔ مسکونی در جمهوری آذربایجان است که در شهرستان گورانبوی واقع شده‌است.

## جمعیت
جمعیت روستا در سال ۲۰۰۹ میلادی برابر با ۷ نفر بوده است.